# Ассаф аль-Халифа
Асса́ф аль-Халифа́ (1 января 1968, Сирия) — сирийский футболист, нападающий. Первый футболист из дальнего зарубежья в чемпионате России.
Родился шестым ребёнком в семье, имеет 4 братьев и 5 сестёр. В составе молодёжной сборной играл на чемпионате мира 1991 года в Португалии. На сайте ФИФА в составе сирийской сборной значится Assaf KHALIFEH с датой рождения 27 сентября 1971 года. Неоднократно входил в тройку лучших бомбардиров чемпионата Сирии, в сезоне 1992/93 стал лучшим бомбардиром. Выступал за главную сборную страны.
Одновременно учился в институте, по окончании которого работал учителем физкультуры. Выступал в чемпионатах Туниса, Ливана, ОАЭ. В 1994 году в Дамаск на товарищескую игру приехала сочинская «Жемчужина». Через некоторое время аль-Халифе поступило предложение выступать в клубе, которое он принял и подписал двухлетний контракт. Его дебют состоялся 2 апреля в домашнем матче против московского «Локомотива». Всего в 1994 году провёл 21 матч и забил 6 мячей. В том же году в Сочи женился. Из-за бытовой неустроенности и регулярного невыполнения «Жемчужиной» своих обещаний по окончании сезона разорвал контракт и вернулся в Сирию.
Лучший новичок сезона-1994 по оценкам «Спорт-Экспресс».
В 1995—1997 годах выступал за ливанский «Нежмех». В 1996 году стал лучшим бомбардиром чемпионата. В 1998 году вернулся в «Жемчужину». Провёл один матч за основной состав и 6 (5 мячей) — за дубль. Закончил карьеру в 2000 году в клубе «Аль-Вахда» (Дамаск).
Впоследствии — главный тренер клубов Сирии и Иордании.